# Favorit (motorfiets)
Favorit is een historisch merk van motorfietsen en zijspannen.
De bedrijfsnaam was: Favorit Seitenwagen- und Fahrzeugbau GmbH, Berlin.
Duits merk dat vanaf 1933 eerst enkele 1.000cc-motorfietsen met JAP-motor bouwde, tot de politieke spanning tussen Duitsland en het Verenigd Koninkrijk opliep en het Britse merk JAP niet meer kon leveren. Favorit concentreerde zich vanaf dat moment op lichte motorfietsen met 98- en 123cc-Sachs-motoren, waarvan er ook slechts weinig geproduceerd werden. Favorit zijspannen waren daarentegen wel vrij populair. In 1939, toen de Tweede Wereldoorlog uitbrak, werd de productie beëindigd.